# San Francisco FC
San Francisco Fútbol Club – panamski klub piłkarski z siedzibą w mieście La Chorrera, stolicy prowincji Panama Zachodnia. Występuje w rozgrywkach Liga Panameña. Domowe mecze rozgrywa na obiekcie Estadio Agustín „Muquita” Sánchez.

## Osiągnięcia

### Krajowe
- Liga Panameña

| zwycięstwo (9):      | 1995, 1996, 2005 (C), 2006 (A), 2007 (C), 2008 (A), 2009 (A), 2011 (C), 2014 (A)                                         |
| drugie miejsce (13): | 1988, 1989, 2001 (A), 2002 (A), 2004 (C), 2007 (A), 2010 (C), 2010 (A), 2013 (C), 2013 (A), 2019 (C), 2020 (C), 2025 (A) |

- Copa Panamá

| zwycięstwo (1):     | 2015 |
| drugie miejsce (0): | –    |

## Aktualny skład
Stan na 1 lutego 2023.
| Nr | Poz. | Piłkarz                    |
| -- | ---- | -------------------------- |
| 1  | BR   | Samuel Castañeda           |
| 2  | OB   | Jean Carlos Sánchez        |
| 6  | OB   | Martín Gómez               |
| 7  | NA   | Keny Bonilla               |
| 8  | PO   | Misael Acosta              |
| 10 | PO   | Jhamal Rodríguez (kapitan) |
| 12 | BR   | José Guerra                |
| 15 | OB   | Eric Rowe                  |
| 16 | PO   | Edilson Carrasquilla       |
| 17 | PO   | Daniel Santa               |
| 18 | OB   | Aimar Rodríguez            |
| 19 | NA   | Jorge Clement              |

| Nr | Poz. | Piłkarz            |
| -- | ---- | ------------------ |
| 20 | PO   | Wesley Cabrera     |
| 22 | OB   | José Matos         |
| 25 | OB   | Francisco Palacios |
| 26 | OB   | Jesús Araya        |
| 29 | NA   | Carlos Rojas       |
| 33 | PO   | Virgilio Escala    |
| 35 | BR   | Christian Jaén     |
| 45 | PO   | Yeisón Ramírez     |
| 64 | PO   | Moisés Garibaldo   |
| 70 | NA   | Martín Ruiz        |
| 98 | PO   | Ángel Castillo     |
| 99 | PO   | Nilson Espinosa    |

## Strony klubowe
- Oficjalna strona klubu (hiszp.)